# Baron Marc-André Lévesque
Pour les articles homonymes, voir Lévesque.
Baron Marc-André Lévesque, né en 1990 à Ottawa, est un poète québécois. Il s'est d'abord fait connaître avec son premier recueil, Chasse aux licornes, publié en 2015 aux Éditions de l'Écrou et finaliste au Prix des libraires du Québec. En 2019, il a été nommé parmi la liste des 10 jeunes auteurs à surveiller de l'émission ''Plus on est de fous, plus on lit!'' (ICI Radio-Canada Première), à laquelle il collabore régulièrement.

## Biographie
Fils d'un père brayon et d'une mère franco-ontarienne, Baron Marc-André Lévesque manie et réorganise la langue française dans sa poésie pour « l'amener ailleurs et détourner l'attention ». Établi à Montréal afin de poursuivre ses études en scénarisation et en littérature, il se met à l'écriture en fréquentant les soirées de slam et de poésie. Il acquiert son titre de baron lors d'une discussion avec ses colocataires et continue à le porter lors d'événements littéraires, avec nœud papillon et veston coloré.

## Œuvre
La poésie de Baron Marc-André Lévesque défie les genres cloisonnés et mêle culture populaire, fantastique, magie et candeur. Dans ses poèmes se côtoient tout naturellement dragons, Ginette Reno, robots et mots cachés.
- Tricératopcanon, Les Éditions de Ta Mère, 2023
- Verdunland, avec Timothée-William Lapointe, Les Éditions de Ta Mère, 2020
- J'ai appris ça au cirque, La Courte échelle, 2020
- Toutou Tango, Éditions de l'Écrou, 2017
- Chasse aux licornes, Éditions de l'Écrou, 2015

## Réception
Depuis la publication de son premier recueil, Baron Marc-André Lévesque a participé à de nombreux festivals et événements littéraires, en plus de contribuer à des revues telles que Mœbius (revue) et Estuaire. En 2018, il a été invité au Marché de la poésie de Paris parmi les 10 poètes québécois à l'honneur.